# DJ TATSUTA
DJ TATSUTA（ディージェータツタ、本名:竜田 雅登（たつた まさと）、1974年1月12日 - ）は、日本のDJ。東京都豊島区巣鴨出身。FUNKY GRAMMAR UNIT所属。血液型O型。

## 来歴
- 文京区立第十中学校[1]時代からの同級生にはMCU、小・中学校の同級生にはTAICHI MASTERらがいる。
- 1987年、RADICAL FREAKSを結成し、アンダーグラウンドでスキルを磨く。オムニバス『悪名』収録の「地下室」で注目を浴びた。
- 1995年、自らイベント「DYNAMITE」を立ち上げ、メインDJをつとめる。「FG NIGHT」のレギュラーDJなど、様々なイベントで活動中。CUEZEROのライブDJとしても活動している。

## 人物
- トラックメイカーとしてはKICK THE CAN CREW、ケツメイシ、平井堅など様々なアーティストにトラックを提供。KREVAと結成したプロデュース・ユニット「顔PASSブラザーズ」としてもKICK THE CAN CREWなどのプロデュースをしている。他にライター「竜田雅登」としても活動中。

## ディスコグラフィ

### アルバム
- DYNAMITE - （2005年5月11日）（※「A Peacetime MCU」と同日発売）

1. DYNAMITE JINGLE 1
2. Are You Ready feat.CHANNEL
3. NITE BIRD feat.MELLOW YELLOW
4. 作戦会議チューン feat.CUEZERO
5. SUGAMO-B feat.MCU
6. Trust Over 30 feat.RHYMESTER
7. DYNAMITE JINGLE 2
8. タッツン・ダワ・ボイツ feat.アルファ
9. よ！マッテマシタ！！feat.KREVA
10. Interlude
11. ゆらゆら feat.CHANNEL
12. Have A Nice Day feat.LITTLE
13. ハイウェイ オブ マイライフ feat.CUEZERO
14. ハイウェイ オブ マイライフ エピローグ
15. ちょっとだけ feat.SONOMI
16. メルシーテレメカシーアリガトオブリガード feat.GAKU-MC

### リミックス
- KICK THE CAN CREW,「sayonara sayonara」（2002年5月22日）
- オムニバス,『REALRHYME TRAX phase2.』（2002年11月20日）
KICK オフ(DJ TATSUTA remix)
- CRAZY-A & KICK THE CAN CREW,「ダウン バイ ロー」（2002年8月7日）
06.DOWN BY LAW remixed by DJ TATSUTA
- meg,「イケナイコトカイ/傘としずく」（2002年9月11日）
- meg,『room girl』（2003年7月9日）
傘としずく(DJ TATSUTA remix)
- VirginMary,「ジュ・テーム」（2003年10月16日）
03.ジュ・テーム dj tatsuta remix
- オムニバス,『BEST CONTROLLER〜pro-grammar anthology-』（2005年3月24日）
12.DOH KOH HOH(DJ TATSUTA ROLLER SKATE MIX)

### プロデュース作品
顔PASSブラザーズとしての作品は除く
- オムニバス,『思考回路』（2001年9月19日）
09.コノクニ/ LITTLE, LIBRO
10.呼節/ MCU, アルファ
- LITTLE,『Mr.COMPACT』（2001年12月5日）
06.不純異性交遊
07.不純異性交遊Part.2 feat.INNOSENCE
- CUEZERO,「イーゼ」（2002年2月22日）
03.シノビ.コム
- サントラ、『THE ORIGINAL MOTION PICTURE SOUNDTRACK ピカ☆ンチ LIFE IS HARDだけどHAPPY』（2002年10月30日）
08.マイルド
09.ニューライト
12.OUT OF THE SHOT
- アルファ,『エンドルフィン』（2002年11月13日）
怪ウツ君
- KICK THE CAN CREW,『magic number』（2003年1月1日）
04.ストレス
10.CAN-CAN
- LITTLE,『LIFE』（2005年6月22日）
01.LITTLE
05.RAPが好き
- MELLOW YELLOW,『地球ウォーカー』（2005年6月24日）
14.ホームシック
- オムニバス,『JOYRIDE』（2005年9月7日）
04.ミラーミラー/DJ TATSUTA feat.TSUBOI(from アルファ),CUEZERO
07. さーどっち？/DJ TATSUTA feat.大蔵(from ケツメイシ),CHANNEL
11. ろくでなしCRUISE/DJ TATSUTA feat.FUNKY MONKEY BABYS
- SONOMI,『S.O.N』（2005年7月20日）
07.トラベル
- FUNKY MONKEY BABYS,『ファンキーモンキーベイビーズ』（2006年7月19日）
09.ろくでなしCRUISE(album version)
13.チェケラッチョ